# Michael Anthony Perry

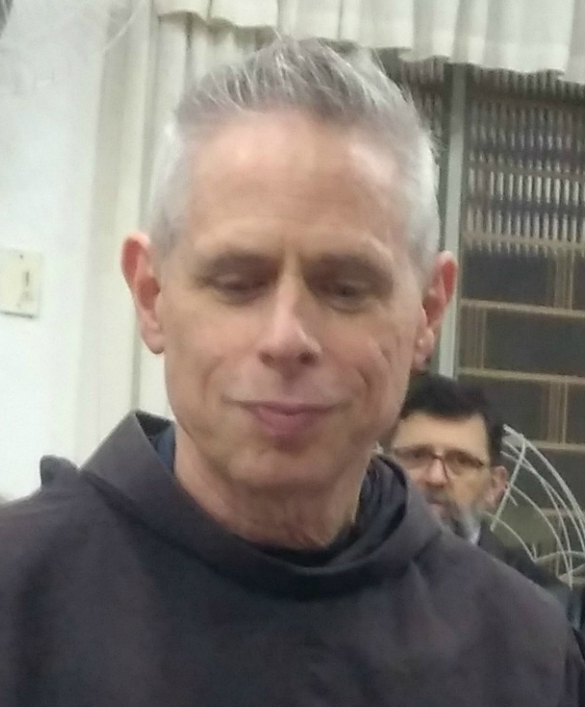
Michael Anthony Perry (2019)

Michael Anthony Perry OFM (* 7. Juni 1954 in Indianapolis) ist ein römisch-katholischer Ordensgeistlicher (Franziskaner). Von 2013 bis 2021 war er Generalminister des Franziskanerordens und ex officio Großkanzler der Päpstlichen Universität Antonianum.

## Leben
Michael Anthony Perry trat am 25. Juni 1977 der Ordensgemeinschaft der Franziskaner bei. Nach erster Profess am 10. Oktober 1981 empfing er am 2. Juni 1984 das Sakrament der Priesterweihe.
Während seiner ersten Amtsjahre in den Vereinigten Staaten promovierte er in theologischer Anthropologie und arbeitete für Catholic Relief Services, eine gemeinnützigen Einrichtung der Bischofskonferenz der Vereinigten Staaten. Später war er zehn Jahre lang in Afrika Missionar in der Demokratischen Republik Kongo. Michael Anthony Perry arbeitete auch im Generalbüro der internationalen Kommission für Gerechtigkeit, Frieden und Integrität der Schöpfung (Gpic) seines Ordens und diente seiner Provinz in der theologischen Ausbildung der Brüder nach dem Noviziat. Er wurde Provinzialminister der Ordensprovinz zum Allerheiligsten Herzen Jesu (US-Provinz). Vor seiner Wahl zum Generalminister war er Generalvikar des Ordens.

## Schriften
- Zusammen mit Pierbattista Pizzaballa: Il coraggio della pace. Preghiera e dialogo nello “spirito di Assisi”. Edizioni Terra Santa, Mailand 2014, ISBN 978-88-6240-323-8.